# سنگ‌چشم-مگس‌گیر سیاه‌وسفید
سنگ‌چشم-مگس‌گیر سیاه‌وسفید (نام علمی: Bias musicus)، که همچنین به عنوان مگس‌گیر سیاه‌وسفید یا مگس‌گیر وانگا شناخته می‌شود، گونه‌ای از پرندگان گنجشک‌سان است که در آفریقا یافت می‌شود. در خانواده چشم‌پوپیان (Platysteiridae) به همراه چشم‌پوپی‌ها و سیه‌رخ‌ها قرار می‌گرفت، اما در حال حاضر به‌طور نزدیک‌تر به سنگ‌چشم‌های کلاه‌خودی و سنگ‌چشم‌های جنگلی مرتبط است.

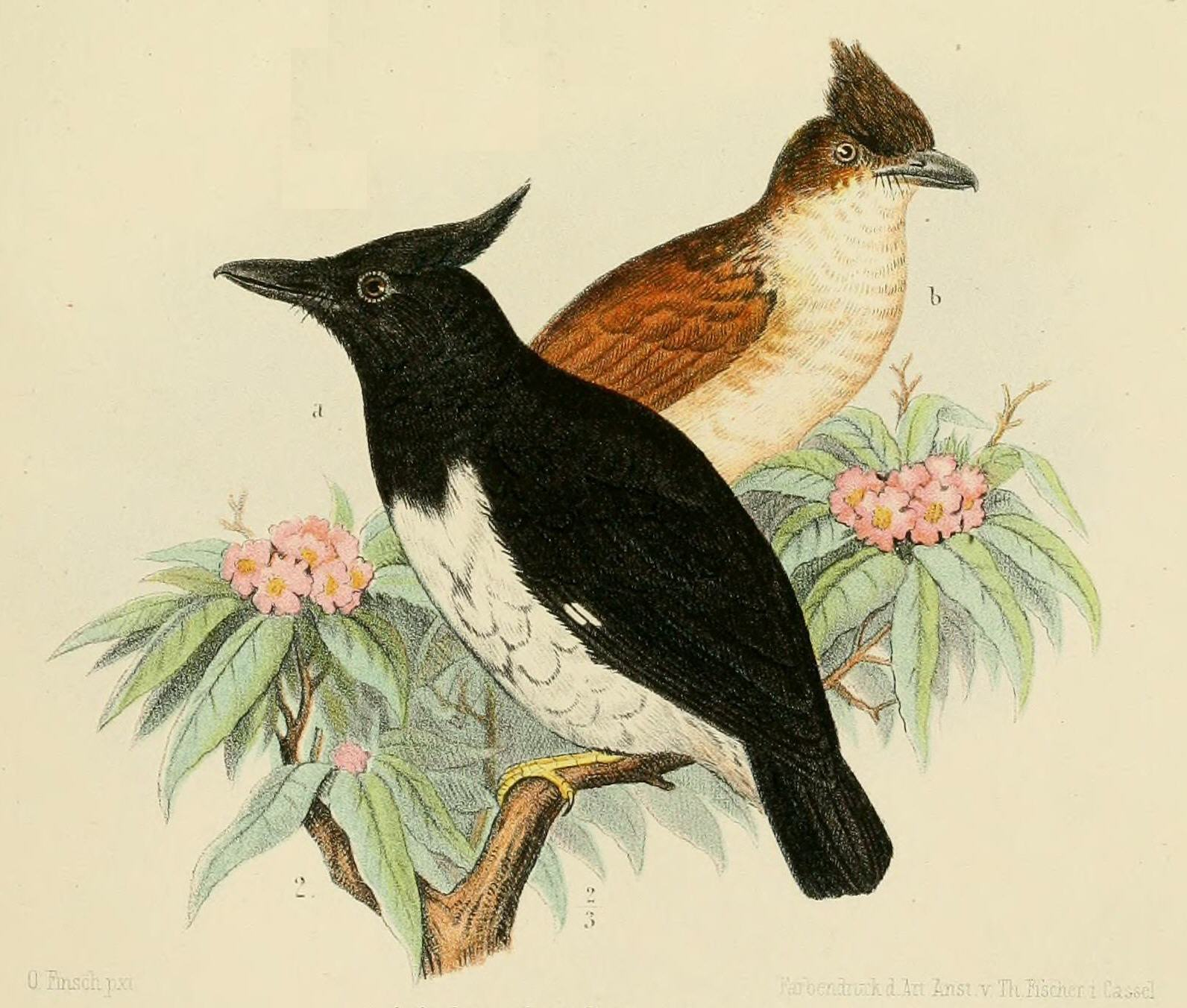
نگاره توسط اتو فینچ

در آنگولا، بنین، کامرون، جمهوری آفریقای مرکزی، جمهوری کنگو، جمهوری دموکراتیک کنگو، ساحل عاج، گینه استوایی، گابن، گامبیا، غنا، گینه، گینه بیسائو، کنیا، لیبریا، مالاوی، موزامبیک، نیجریه، سیرالئون، سودان جنوبی، تانزانیا، توگو، اوگاندا و زیمبابوه یافت می‌شود. زیستگاه‌های طبیعی آن جنگل‌های خشک نیمه‌گرمسیری یا گرمسیری، جنگل‌های جلگه‌ای نمناک نیمه‌گرمسیری یا گرمسیری و جنگل‌های کوهستانی نمناک نیمه‌گرمسیری یا گرمسیری است.